# Montmarault
Montmarault é uma comuna francesa na região administrativa de Auvérnia-Ródano-Alpes, no departamento Allier. Estende-se por uma área de 9,02 km². Em 2010 a comuna tinha 1 545 habitantes (densidade: 171,3 hab./km²).

## Património
- Bacias industriais de Montmarault